# أليخاندرو دي كاسترو إي كاسال
أليخاندرو دي كاسترو إي كاسال هو دبلوماسي وسياسي إسباني، ولد في 23 أبريل 1812 في لا كورونيا في إسبانيا، وتوفي في 6 يوليو 1881. نشط حزبياً في حزب الوسط. وقد انتخب سفير إسبانيا لدى البرتغال ‏ وانتخب عضو مجلس الشيوخ الإسباني ‏ وانتخب عضو مجلس النواب الإسباني ‏.